# Galvão
Galvão is een gemeente in de Braziliaanse deelstaat Santa Catarina. De gemeente telt 3.444 inwoners (schatting 2009).

## Aangrenzende gemeenten
De gemeente grenst aan Coronel Martins, Jupiá, Novo Horizonte, São Domingos en Mariópolis (PR).

## Verkeer en vervoer
De plaats ligt aan de weg BR-480/SC-480. Op ruim twee kilometer naar het zuidoosten ligt de SC-482.